# Осинский, Валерий Аркадьевич
Вале́рий Арка́дьевич Оси́нский (род. 8 июня 1963, Александров, Владимирская область) — писатель и литературовед.

## Биография
Окончил Кишинёвский государственный педагогический институт им. И. Крянгэ в 1984 году и Литературный институт имени А. М. Горького в 1997 году. В 2004 году защитил кандидатскую диссертацию «Идейно-творческая эволюция Л. Леонова от „Вора“ к „Пирамиде“ (Сравнительно-типологический анализ двух романов)». Член Московской организации Союза писателей России с 1997 года.
После окончания педагогического института служил в армии. Мастер спорта, офицер запаса, работал реставратором, инструктором Спорткомитета, тренером, механиком рефсекции, корреспондентом газет.
В настоящее время живёт в городе Чехове Московской области.

## Семья
Жена — Осинская Наталья Евгеньевна (1965—2021)

## Литературная деятельность
Первый рассказ «Агитатор» Валерий Осинский опубликовал в 1988 году в молодёжном журнале «Горизонт». С 1988 по 1992 годы в региональных журналах выходят его рассказы и повести. С 1994 года Валерий Осинский живёт в Москве.
В 1995 году в издательстве «Голос» выходит повесть студента последнего курса Литературного института Валерия Осинского «Квартирант». Книгой молодого автора заинтересовались издательства Франции, Болгарии и Китая.
В 1997 году Валерий Осинский публикует в журнале «Октябрь» рассказ «Гость», где тема сострадания и христианского всепрощения прозвучала глубоко и проникновенно. В 2006 году «Роман-газета» публикует повесть Валерия Осинского «Ужиный угол», в которой автор поднимает вопрос о самостоятельном пути современной России на дорогах всеобщей истории; об ответственности каждого человека перед обществом за свои поступки, где мерилом их неизменно остаются христианские ценности.
В своем исследовании «Поколение 90-х и двадцатилетние. Типологические черты литературного направления». А. Ю. Мережинская пишет: "В творчестве «поколения 90-х» находим отнюдь не только критику «отцов», но и серьёзное (не ироничное) использование опыта предшественников, причём даже в самом неожиданном плане — реализации матрицы героического характера, что, казалось бы, не могло произойти в условиях негероической современности. Примером могут служить «Омон Ра» В. Пелевина, «Ужиный угол» В. Осинского. Если герой Пелевина действует в иронически интерпретированном советском контексте, сохраняя при этом стремление к подвигу, личную твердость, готовность к самопожертвованию во имя высокой идеи, то герой «Ужиного угла» помещен в современные реалии дикого капитализма и смоделирован на основе образцов повестей о Великой Отечественной войне. Повесть Осинского органично вписывается в ряд современных произведений(причём не только литературных, но и кинематографических -фильмы «Ворошиловский стрелок», «Любить по-русски» и др.), в которых изображено жестокое противостояние личности и сильных мира сего, антигуманного социального контекста. Особенность заключается в изображении мировосприятия молодого героя, акцентировании внимания на твердых личностных основах не старших поколений, имевших за плечами славное прошлое, а молодых, сформировавшихся в эпоху кризиса и живущих в атмосфере безвременья. Спокойный мужественный пафос реалистической повести Осинского, как и постмодернистская игра Пелевина, не имеют ничего общего с, якобы, «претензией к „отцам“, которую приписывает критика „поколению 90-х“. Напротив, очевидны противоположные интенции: стремление к созданию своей идеологии, ориентация на традицию, отыскивание позитива в духовном и художественном опыте предшественников».
В следующем 2007 году журнал «Москва» публикует повесть Валерия Осинского «Чужой сын». Газета «Взгляд» пишет о его работе: «Это частная история, положенная в основу повести, и вместе с тем метафора. Русские в бывших союзных республиках, оказались чужими детьми своего государства, чужие они и для своих соотечественников». Повесть номинируется на Бунинскую премию 2008 года. В том же году журнал «Москва» публикует повесть Валерия Осинского «Верность», где автор снова решает непростые нравственные задачи с позиций христианского мировоззрения. Редакцией журнала «Москва» повесть «Верность» выдвигалась на соискание Шукшинской премии.
В конце февраля начале марта 2011 года началась подготовка публикации рукописи романа «Предатель» в журнале «Москва» № 7 и 8. Рукопись для чтения затребовал главный редактор журнала Леонид Иванович Бородин. В конце апреля 2011 года роман «Предатель» по идеологическим соображениям был снят с публикации. Ситуация с публикацией повторила ситуацию, описанную в романе. http://jinlib.tverlib.ru/2012/07/blog-post_8195.html Архивная копия от 24 сентября 2014 на Wayback Machine
Летом 2011 года в интернет-журнале «Перемены» был опубликован роман Валерия Осинского «Предатель» Архивная копия от 26 мая 2012 на Wayback Machine — религиозно-политический роман в четырёх частях. В 2012 году «Москва» публикует журнальный вариант «Предателя». В том же году «Предатель» выходит отдельной книгой в издательстве «Э.РА».
«…Надо повторить, что роман Осинского — многослойный. В том числе и в непосредственном смысле слова: это — двойной роман. Роман, вложенный в роман. Один роман относится ко временам библейским. Другой проецирует библейские события в наше время. Прием этот хорошо известен, и он может вызвать эффекты поистине магические (первый же пример, который приходит тут на ум, это, конечно же, „Мастер и Маргарита“, текст, который зажил своей отдельной жизнью, текст, вокруг которого сложилась целая мифология, культ). В основе этого магического приема — осознанное заземление современного сюжета мифологическим» — написал о «Предателе» Глеб Давыдов.http://www.peremeny.ru/blog/8280
«Ориентированная на скорейшие продажи аннотация врет — это не детектив. Конечно, в целях постмодерна автор использует Булгакова. В целях снискания коммерческого успеха — Дэна Брауна. Связующим звеном служит постмодернист Умберто Эко» — пишет веб-издание «Литис». http://www.litis.org/knigoobozrenie/den-braun-kak-znamya-russkoy-intelligentsii.html (недоступная+ссылка)
Роман вызвал читательский интерес. Встреча читателей с автором «Предателя» состоялась в интеллект-центре в Москве. http://chehov-new.ru/news/kultura/navstrechu-chitatelyu.html Архивная копия от 24 сентября 2014 на Wayback Machine В отделе читальных залов Ульяновской областной научной библиотеки имени В. И. Ленина на очередном заседании клуба «Литературные четверги» состоялось обсуждение романа Валерия Осинского «Предатель». http://www.mkrf.ru/press-tsentr/novosti/region/detail.php?id=266519
В конце 2014 года в журнале «Москва» опубликована повесть Валерия Осинского «Ильин день». «Валерий Осинский — один из немногих современных писателей, который, о чём бы он ни писал, всегда придерживается гражданской тематики, выбирая актуальные, наболевшие темы. Так, его новая повесть „Ильин день“ поднимает целый пласт проблем — тут и несовершенство нашего законодательства, и коррупция чиновников, и детская беспризорность… …Повесть написана по следам реальных событий, благо, что подобных историй в нашей стране хватает. Валерий Осинский не преувеличил, когда в его повести представители властей и изъясняются на полууголовном языке, и методы для достижения своих целей применяют непорядочные и недопустимые. При этом многие из них искренне думают, что несут людям благо, ну а возможность получения больших денег значительно активизирует отрицательные черты характеров» — отмечается в рецензии на повесть в информационном бюллетене «ЛитГид» http://jinlib.tverlib.ru/2015/03/blog-post.html Архивная копия от 5 марта 2016 на Wayback Machine
В следующем 2015 году в журнале «Москва» Валерий Осинский публикует короткий цикл рассказов «Русские мальчики», в который вошли рассказы «Рапана» и «Ваня». Автор продолжает тему, начатую в повести «Чужой сын» о детях на войне. На этот раз он одним из первых говорит о детях на войне в Донбассе.

## Книги
- «Квартирант» — М.: Голос, 1995. ISBN 5-7117-0342-0
- «Предатель» — М.: Э. РА, 2012. ISBN 978-5-905693-32-8
- «Ужиный угол» — Altaspera Publishing & Literary Agency Published, 2013. ISBN 978-1-300-71991-5
- «Предатель» — Altaspera Publishing & Literary Agency Published, 2013. ISBN 978-1-300-76468-7
- «Квартирант» — Altaspera Publishing & Literary Agency Published, 2014. ISBN 978-1-312-60776-7
- «Большой стиль журнала „Москва“»: в 2 т. — М.: Издательство журнала «Москва», 2014. ISBN 978-5-89097-094-7
- «Семейное дело» — Издательские решения, 2023, ISBN 978-5-00-598656-6
- «Книга желаний, или Нераскрытые тайны „золотого века“ советской архитектуры» — М.: Родина, 2022. ISBN 978-5-00-180591-5

## Основные публикации
- «Гость», рассказ — Октябрь (1997 — № 12)
- «Динамика развития художественных образов в романах Л. Леонова „Вор“ и „Пирамида“», статья — Вестник Литературного института им. Горького (2002 — № 2) ISBN 5-7060-0046-8
- «Превращения Леонида Леонова», статья — Литературная учёба (2003 — книга первая) ISSN 0203-5847
- «Ужиный угол», повесть — Роман-газета (2006 — № 11) ISSN 0131-6044 9 770131 604002
- «Чужой сын», повесть — Москва (2007 — № 12) ISSN 0131-2332
- «Верность», повесть — Москва (2008 — № 8) ISSN 0131-2332
- «Виктор Пелевин и эффект Пустоты», статья — Точка зрения — Lito. Ru (2011 — № 3) http://lito.ru/text/73578 Архивная копия от 19 мая 2011 на Wayback Machine
- «Племянники Пелевина и творчество Валерия Былинского», статья — Топос, http://www.topos.ru/article/literaturna (недоступная+ссылка)
- «Предатель», роман Архивная копия от 26 мая 2012 на Wayback Machine — Перемены (Peremeny.Ru, 2011)
- «Расчет», рассказ — Перемены (2012 — март) http://www.peremeny.ru/blog/11140 Архивная копия от 24 сентября 2014 на Wayback Machine
- «Предатель», роман (журнальный вариант) — Москва (2012 — № 6, 7) ISSN 0131-2332 http://www.moskvam.ru/zhurnal/zhurnal_arhive/list_arhive/?age=2012&mount=06 (недоступная+ссылка)
- «Сетература», статья — Москва (2012 — № 11)ISSN 0131-2332. https://moskvam.ru/publications/publication_146.html
- «Читая „Немцев“ Александра Терехова», статья —Топос (30.072013) http://www.topos.ru/article/literaturnaya-kritika/chitaya-nemcev-aleksandra-terehova Архивная копия от 4 марта 2016 на Wayback Machine
- «„Национальный бестселлер“ о чиновниках», статья — Москва (2013 — № 8) http://www.moskvam.ru/publications/publication_953.html Архивная копия от 22 августа 2012 на Wayback Machine
- «Крыса», рассказ — Перемены (2014 — сентябрь) http://www.peremeny.ru/blog/17239 Архивная копия от 22 октября 2014 на Wayback Machine
- «Ильин день», повесть — Москва (2014 — № 12) https://moskvam.ru/publications/publication_1216.html
- «Русские мальчики», рассказы — Москва (2015 — № 6) http://www.moskvam.ru/publications/?author=94 Архивная копия от 3 октября 2016 на Wayback Machine
- «Мент», рассказ — Топос (12.05.2020) https://www.topos.ru/article/proza/ment-rasskaz-iz-seriirusskie-malchiki Архивная копия от 17 августа 2021 на Wayback Machine
- «Владислав Артёмов: правда Ерошки Бубенцова», статья — Литературная Россия (№ 2020/ 7, 27.02.2020) https://litrossia.ru/item/vladislav-artjomov-pravda-eroshki-bubencova/
- «Особое мнение Михаила Попова», статья — Литературная Россия (№ 2020/ 9, 12.03.2020) https://litrossia.ru/item/osoboe-mnenie-mihaila-popova/
- «Самозванец», повесть — Москва (2022 — № 2) https://moskvam.ru/publications/publication_2714.html
- «„Рождение“ Алексея Варламова», статья — Литературная Россия (№ 2022 / 32, 18.08.2022) https://litrossia.ru/item/rozhdenie-alekseya-varlamova/
- «Биографический „детектив“ Павла Басинского», статья — Москва (2022 — № 10) https://moskvam.ru/publications/publication_2893.html
- «Дрянь», рассказ —Топос (18/07/2023) https://www.topos.ru/article/proza/dryan
- «Свой», повесть —Топос (13/12/2023) https://www.topos.ru/article/proza/svoy-okonchanie
- «Частный случай», рассказ — Русский переплет (25/05/2024) https://www.pereplet.ru/text/osinskiy05mar24.html
- «Воля к жизни», рассказ — Топос (30/08/2024) https://www.topos.ru/article/proza/volya-k-zhizni

## Награды
- Повесть «Чужой сын» вошла в длинный список Бунинской премии в 2008 году. http://www.rus-shake.ru/menu/news/5245.html Архивная копия от 2 января 2014 на Wayback Machine
- Роман «Предатель» вошёл в длинный список Бунинской премии в 2013 году.http://www.mosgu.ru/press-tsentr/news_science/detail.php?ID=27436 В 2016 году роман «Предатель» стал третьим финалистом Международной литературной премии им. И. А. Гончарова в номинации «Мастер литературного слова». http://1ul.ru/city_online/obshchestvo/news/stali_izvestny_laureaty_i_finalisty_mezhdunarodnoy_literaturnoy_premii_imeni_ia_goncharova_2016_goda/ Архивная копия от 10 марта 2017 на Wayback Machine
- Повесть «Ильин день» вошла в короткий список Бунинской премии 2015. http://ilinskiy.ru/activity/public/bunin/2015/shortlist.php Архивная копия от 10 августа 2016 на Wayback Machine и в длинный список литературной премии Ясная поляна 2015 в номинации «Детство. Отрочество. Юность».http://www.yppremia.ru/novosti/yasnaya_polyana/
- Цикл рассказов «Русские мальчики» вошёл в длинный список литературной премии Ясная поляна 2016 в номинации «Детство. Отрочество. Юность» http://www.biblio-globus.ru/inter_analytics.aspx?id=3188
- Повесть «Самозванец» стала лауреатом литературного конкурса «Подвиг верных» (2021) https://rusorel.info/nagrazhdenie-pobeditelej-literaturnogo-konkursa-podvig-vernyx/ Архивная копия от 17 августа 2021 на Wayback Machine
- Рассказ «Воля к жизни» финалист конкурса «Герой!» — 2024, осень. https://monolitdrama.ru/finalisty-konkursa-geroj-2024-osen/
- Награждён медалью «За верное служение отечественной литературе. 55 лет Московской городской организации Союза писателей России».(2009)
- Награждён медалью «М. Ю. Лермонтов. 1814—1841» (2014)
- Награждён медалью «За верное служение отечественной литературе. 60 лет Московской городской организации Союза писателей России»(2014)
- Наградным знаком «Союз писателей России. В честь 60-летия Московской городской организации Союза писателей России» (2014)